# Богданьчев
Богданьчев (пол. Bogdańczew) — село в Польщі, у гміні Гура-Свентей-Малгожати Ленчицького повіту Лодзинського воєводства.
Населення — 169 осіб (2011).
У 1975-1998 роках село належало до Плоцького воєводства.

## Демографія
Демографічна структура станом на 31 березня 2011 року:
|          | Загалом | Допрацездатний вік | Працездатний вік | Постпрацездатний вік |
| -------- | ------- | ------------------ | ---------------- | -------------------- |
| Чоловіки | 77      | 17                 | 49               | 11                   |
| Жінки    | 92      | 17                 | 46               | 29                   |
| Разом    | 169     | 34                 | 95               | 40                   |